# Hafen von Tromsø
Der Hafen von Tromsø (norwegisch: Tromsø havn) ist der größte Hafen Nordnorwegens. Er gilt als Verkehrsknotenpunkt für das arktische Gebiet und wird von der Tromsø Havn KF betrieben, die wiederum der Kommune Tromsø gehört.

## Hafengebiet
Zum Hafen gehören mehrere Gebiete in und um Tromsø mit einer Fläche von 200 Hektar und einer Kailänge von insgesamt 2100 Meter. Es sind etwa 100 Betriebe direkt am Hafen angesiedelt. In Breivika, drei Kilometer nördlich des Stadtzentrums, wird der Großteil des Warenverkehrs abgewickelt. Dort befinden sich mehrere Fischereibetriebe. Der Passagierverkehr findet hingegen vor allem in Prostneset, im Osten des Stadtzentrums, statt. Dort legen unter anderem die Schiffe der Hurtigrute an. Im Juni 2018 wurde ein neues Hafenterminal in Prostneset eröffnet. Die Hurtigruten-Schiffe werden zudem für den Transport von Waren in weiter nördlich gelegene Gebiete in der Finnmark verwendet.

## Geschichte
Die Seefahrt und Fischerei war für das an direkt an der Küste gelegene Gebiet um Tromsø eine wichtige Grundlage. Im Jahr 1794 erhielt Tromsø durch eine Anordnung des Königs Rechte als Handelsstadt (norwegisch: Kjøpstad). 1827 wurde schließlich die Hafenkommission ernannt. Ab den 1850er-Jahren etablierte sich Tromsø als Knotenpunkt für die Fischerei in der Arktis. Anfang des 20. Jahrhunderts wurden von diesem Hafen aus mehrere Forschungsexpeditionen gestartet. Mittlerweile nimmt die Anzahl an Fischern ab und jährlich werden zwei bis drei Fischerboote außer Betrieb genommen. Der Hafen wird weiter als Ausgangspunkt für Forschungsreisen verwendet. Im September 2019 begann hier etwa die MOSAiC-Expedition des deutschen Forschungsschiffes Polarstern.

## Waren und Verkehr
Im Jahr 2019 wurden am Hafen Tromsø insgesamt 1,26 Millionen Tonnen Waren umgeschlagen. Dabei stellte Erdöl mit 373.274 Tonnen den größten Anteil dar, gefolgt von Fisch (358.776 Tonnen), Stückgut (320.043 Tonnen) sowie Sand, Steinen und Asphalt (208.367 Tonnen). Im Jahr 2019 wurde der Hafen von 8847 Schiffen angesteuert, wobei 1990 der Schiffe international unterwegs waren. Es legten 129 Kreuzfahrtschiffe an, die etwa 150.000 Passagiere hatten. Insgesamt passieren jährlich etwa eine Million Passagiere den Hafen.